# Reginald Barker
Reginald C. Barker (Winnipeg, 2 aprile 1886 – Los Angeles, 23 febbraio 1945) è stato un regista statunitense di origine canadese.

## Biografia
Nato a Winnipeg nello stato del Manitoba in Canada, si trasferì con tutta la sua famiglia prima in Scozia, dove trascorse l'infanzia e poi negli Stati Uniti.
Vivendo in California, Barker scrisse e produsse una commedia, in cui anche recitava, all'età di 16 anni. A 19 anni, si recò a New York, dove lavorò per l'attore Henry Miller. Fece il suo debutto a Broadway nel 1910 nella produzione dei fratelli Shubert Maria Maddalena scritta da Maurice Maeterlinck.
Affascinato dal mondo del cinema, Barker si unì alla Bison Motion Pictures di New York. In California, lavorò con Thomas H. Ince; fece esperienza come assistente alla regia fino al 1912, quando diresse il suo primo film, un western di 20 minuti intitolato On the Warpath. 
Barker firmò da regista oltre 80 film, dirigendo attori come Geraldine Farrar, Sessue Hayakawa, Willard Mack, Myrna Loy. Nel suo primo film parlato, diresse Douglas Fairbanks Jr.. 
All'avvento del sonoro, la carriera di Barker fu compromessa e il regista dovette accontentarsi di girare film di serie B per le case di produzione della cosiddetta Poverty Row. Nel 1937, girò il suo ultimo film.

### Ultimi anni e morte
Si ritirò a Pasadena con sua moglie, aprendo un negozio. Morì per un attacco cardiaco nel 1945, all'età di 58 anni. Venne sepolto all'Inglewood Park Cemetery.

## Filmografia
La filmografia è completa. Quando manca il nome del regista, questo non viene riportato nei titoli

### Regista
- On the Warpath – cortometraggio (1912)
- For the Honor of the Seventh – cortometraggio (1912)
- The Man They Scorned – cortometraggio (1912)
- His Sense of Duty (1912)
- The Ironmaster (1913)
- Romance of Erin (1913)
- A Woman's Wit (1913)
- Borrowe Gold (1913)
- The Buried Past (1913)
- The Frame-Up (1913)
- The Pitfall (1913)
- The Ambassador's Envoy (1914)
- The Wrath of the Gods (1914)
- A Tragedy of the Orient – cortometraggio (1914)
- A Relic of Old Japan – cortometraggio (1914)
- The Curse of Caste – cortometraggio (1914)
- The Typhoon (1914)
- The Bargain (1914)
- The City of Darkness (1914)
- The Italian (non accreditato) (1915)
- The Chinatown Mystery – cortometraggio (1915)
- Winning Back (1915)
- The Devil, co-regia di Thomas H. Ince (1915)
- The Alien, co-regia di Thomas H. Ince (1915)
- On the Night Stage (1915)
- The Reward – cortometraggio (1915)
- The Man from Oregon (1915)
- Il vile (The Coward), co-regia di Thomas H. Ince (1915)
- The Iron Strain (1915)
- The Golden Claw (1915)
- The Despoiler (1915)
- The Conqueror (1916)
- The Aryan (1916)
- The Stepping Stone, co-regia di Thomas H. Ince (1916)
- The Bugle Call (1916)
- The Market of Vain Desire (1916)
- Civilization, co-regia di Thomas H. Ince, Raymond B. West e altri (1916)
- Shell 43 (1916)
- The Thoroughbred (1916)
- La figlia del galeotto (Jim Grimsby's Boy) (1916)
- The Criminal (1916)
- Three of Many (1916)
- The Iced Bullet (1917)
- Back of the Man (1917)
- Sweetheart of the Doomed (1917)
- Happiness (1917)
- Paws of the Bear (1917)
- A Strange Transgressor (1917)
- Golden Rule Kate (1917)
- The One Woman (1918)
- Madam Who (1918)
- Uomini del fango e dell'oro (Carmen of the Klondike) (1918)
- Shackled (1918)
- The Turn of the Wheel (1918)
- Cardenia rossa  (The Hell Cat) (1918)
- Shadows (1919)
- L'impronta della vendetta The Brand (1919)
- The Rustlers (1919)
- Carnevale di sangue (The Stronger Vow) (1919)
- The Crimson Gardenia (1919)
- Flame of the Desert (1919)
- Il passato che ritorna (Bonds of Love) (1919)
- The Girl from Outside  (1919)
- Dangerous Days (1920)
- La donna e il burattino (The Woman and the Puppet) (1920)
- Il marchio di fuoco (The Branding Iron) (1920)
- Il dominatore della tempesta (Godless Men) (1920)
- Bunty Pulls the Strings (1921)
- Snowblind (1921)
- Il vecchio nido (The Old Nest) (1921)
- La povertà dei ricchi (The Poverty of Riches) (1921)
- The Storm (1922)
- Cuori in fiamme (Hearts Aflame) (1923)
- Sotto la raffica (The Eternal Struggle) (1923)
- Pleasure Mad (1923
- Women Who Give (1924)
- Barriere infrante (Broken Barriers) (1924)
- Il gran derby di Dixie (The Dixie Handicap) (1924)
- Frontiera d'anime (The Great Divide) (1925)
- Il deserto bianco (The White Desert) (1925)
- L'ospite senza nome (When the Door Opened) (1925)
- The Flaming Forest (1926)
- The Frontiersman (1927)
- Body and Soul (1927)
- Miniera in fiamme (The Toilers) (1928)
- The Rainbow (1929)
- New Orleans (1929)
- Il bandito e la signorina (The Great Divide) (1929)
- Poker d'amore (The Mississippi Gambler) (1929)
- Le sette chiavi (Seven Keys to Baldpate)  (1929)
- Hide-Out (1930)
- La pietra lunare (The Moonstone) (1934)
- Women Must Dress (1935)
- Missione sublime (The Healer) (1935)
- Forbidden Heaven (1935)

### Sceneggiatore
- Biff Bang Buddy, regia di Lloyd Ingraham - storia e sceneggiatura (1924)
- Quicker'n Lightnin', regia di Richard Thorpe - storia (1925)
- The Roaring Rider, regia di Richard Thorpe - storia (1926)
- White Pebbles, regia di Richard Thorpe - storia (1927)

### Attore
- The Vampire, regia di Alice Guy - (non confermato) (1915)
- Ben-Hur (Ben-Hur: A Tale of the Christ), regia di Fred Niblo - non accreditato (1925)

### Film o documentari dove appare Barker
- The Iced Bullet, regia di Reginald Barker (1917)
- 1925 Studio Tour – documentario (1925)

### Produttore
- Civilization, regia di Reginald Barker, Thomas H. Ince, Raymond B. West - assistente alla produzione (1916)
- The Branding Iron, regia di Reginald Barker (1920)
- Godless Men, regia di Reginald Barker (1920)
- Bunty Pulls the Strings, regia di Reginald Barker (1921)